# Azhdarchidae
Azhdarchidae (podle slova Ajdarxo, názvu mytologického draka z uzbeckých dějin) je čeledí ptakoještěrů z podřádu pterodaktyloidů. Patří sem také největší známí pterosauři, a tím i létající živočichové vůbec, například blízce příbuzné rody Arambourgiania, Hatzegopteryx nebo Quetzalcoatlus s rozpětím křídel až mezi 10 a 12 metry.

## Charakteristika
Azdarchidé jsou charakterizováni dlouhými spodními končetinami a krčními obratli, dlouhým a štíhlým zobákem a celkově velikou hlavou v poměru k velikosti těla. Dříve se předpokládalo, že lovili nad hladinou ryby za letu. dnes však převládá názor, že zástupci této skupiny žili spíše nad pevninou a byli jakousi obří obdobou dnešních čápů. Zástupce této skupiny žil nejspíš také na našem území (druh Cretornis hlavaci od Chocně, představující mládě možného azdarchoida). Dobře známá je obří velikost některých zástupců této skupiny. Rozpětí jejich křídel činilo asi 10 až 12 metrů, ačkoliv dříve se objevovaly přehnané odhady dokonce na úrovni 20 metrů. Rekordně velkým jedincem by mohl být dosud nepopsaný rumunský exemplář (známý jen podle jednoho krčního obratle), který mohl vážit přes 500 kilogramů a patrně nelétal.

## Paleoekologie
Je možné, že některé formy azdarchidů představovaly dominantní predátory v oblastech bez přítomnosti velkých teropodů (například rumunský Hatzegopteryx, který byl mohutně stavěnou specializovanou formou ptakoještěra). U některých obřích forem azdarchidů se dokonce předpokládá druhotná nelétavost a specializace pro pozemní predátorský způsob života. Ten byl ale možný pouze v ostrovním prostředí, kde chyběli velcí teropodní dinosauři.
Některé objevy fosilních stop ptakoještěrů naznačují, že byli schopni zaujmout vzpřímenou pozici, aby například lépe viděli do okolního terénu. O přesném mechanismu chůze a postoje těchto velkých ptakoještěrů ale zatím nemáme mnoho přesných informací.
Podle některých odhadů dokázali tito ptakoještěři urazit ohromné vzdálenosti. Například zástupci rodu Quetzalcoatlus zvládli pravděpodobně přeletět v rozmezí 7 až 10 dní na vzdálenost kolem 16 000 kilometrů, a to jen s relativně malým výdejem energie.
Dlouhou dobu se předpokládalo, že na úplném konci období křídy, tedy krátce před hromadným vymíráním před 66 miliony let, byli pterosauři už pouze vymírající skupinou s velice nízkou biodiverzitou (v podstatě už tehdy měly existovat pouze obří formy specializovaných azhdarchidů, kterým přímo ekologicky nekonkurovali mnohem menší zástupci ptáků). Novější výzkumy z Maroka, USA, Kanady i odjinud ale ukazují, že druhová rozmanitost ptakoještěrů byla v globálním rozsahu stále vysoká i krátce před vymíráním (zhruba v posledním milionu let křídy), a to například i v ekosystémech geologického souvrství Hell Creek, ze kterého známe populární dinosaury, jako je Tyrannosaurus rex nebo Triceratops horridus.

## Klasifikace
Podle Davida Unwina, 2006.
- Čeleď Azhdarchidae
  - Aerotitan?
  - Alanqa?
  - Albadraco
  - Aralazhdarcho
  - Arambourgiania
  - Azhdarcho
  - Bakonydraco
  - Cretornis?
  - Cryodrakon
  - Eurazhdarcho
  - Hatzegopteryx
  - Infernodrakon
  - Mistralazhdarcho?
  - Montanazhdarcho
  - Nipponopterus
  - Phosphatodraco
  - Quetzalcoatlus
  - Thanatosdrakon[14]
  - Volgadraco
  - Zhejiangopterus
  - Zřejmě platné rody azdarchidů:
    - Eoazhdarcho
    - Doratorhynchus
    - Bogolubovia
    - Bennettazhia
    - "Ornithocheirus" bunzeli